# 阿通塔基
0°21′0″S 78°13′48″W / 0.35000°S 78.23000°W
阿通塔基（西班牙語：Atuntaqui），是厄瓜多爾的城鎮，位於該國北部，由因巴布拉省負責管轄，距離伊瓦拉13公里，是阿通塔基的首府，始建於1566年，海拔高度2,405米，2010年人口21,286。